# Montreuil (Eure-et-Loir)
Montreuil ist eine französische Gemeinde mit 530 Einwohnern (Stand: 1. Januar 2022) im Département Eure-et-Loir in der Region Centre-Val de Loire; sie gehört zum Arrondissement Dreux und zum Kanton Anet. 

## Geographie
Montreuil liegt etwa vier Kilometer nördlich des Stadtzentrums von Dreux am Fluss Eure, in den hier der Avre mündet. Umgeben wird Montreuil von den Nachbargemeinden Saint-Georges-Motel im Norden und Nordwesten, Abondant im Norden und Osten, Cherisy im Südosten, Dreux im Süden und Westen sowie Muzy im Westen.

## Bevölkerungsentwicklung
| 1962                       | 1968 | 1975 | 1982 | 1990 | 1999 | 2006 | 2018 |
| -------------------------- | ---- | ---- | ---- | ---- | ---- | ---- | ---- |
| 242                        | 250  | 255  | 513  | 513  | 490  | 508  | 508  |
| Quellen: Cassini und INSEE |      |      |      |      |      |      |      |

## Sehenswürdigkeiten
- Kirche Saint-Pierre, seit 1988 Monument historique

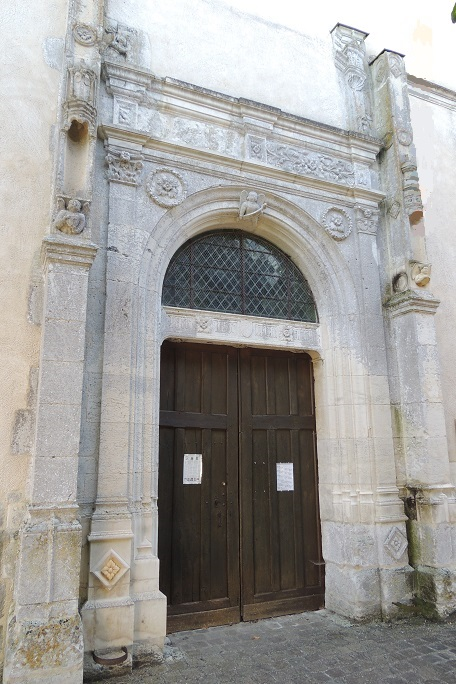
Portal der Kirche Saint-Pierre

- Dolmen von Cocherelle